# Útok kladivem na policistu u katedrály Notre-Dame (červen 2017)
Útok kladivem na policistu u katedrály Notre-Dame (francouzsky Attaque contre un policier à Notre-Dame de Paris), ke kterému došlo 6. června roku 2017, spáchal 40letý Faríd Ikkan, původem z Alžírska. Policistu napadl kladivem u katedrály Notre-Dame, strážníkův kolega jej při útoku ihned postřelil. Po útoku byl pachatel hospitalizován v nemocnici. Útok byl doprovázen pokřikem „To je za Sýrii“. V jeho počítači byly nalezeny podklady pro tzv. osamělé vlky, sepsané samozvaným Islámským státem stejně jako videozáznam, v němž mu Faríd Ikkan vyznává svoji podporu.